# ملعب يادغار إمام (تبريز)
ملعب يادغار إمام تبريز (بالفارسية: ورزشگاه یادگار امام تبریز) ، هو ملعب متعدد الاغراض في تبريز، إيران وهو ثاني أكبر ملعب في البلاد حيث يتسع لجلوس 72,000 متفرج. غالباً ما يستخدم لمباريات كرة القدم. تم بناء الملعب في سنة 1996 ويعتبر الملعب البيتي لنادي تراكتورسازي الذي ينافس في دوري المحترفين الإيراني.

## وصلات خارجية
- صور للملعب WorldStadiums.com